# Reiji Miyajima
Reiji Miyajima (宮島 礼吏, Miyajima Reiji) és un mangaka japonès. És conegut principalment per ser l'autor de la sèrie de manga Rent-a-Girlfriend (彼女、お借りします, Kanojo, Okarishimasu), serialitzada a la revista Weekly Shōnen Magazine de Kodansha des del 2017.

## Biografia
Reiji Miyajima és natural de Nakano, Nagano. Després de graduar-se a l'institut de Nakano, va començar a treballar com a artista de manga a Tòquio.
L'octubre de 2005, Miyajima va rebre el premi Magazine Grand Prix Encouragement Award per la seva obra Sakka no Tensai (サッカの天才). El mateix any, va rebre una menció honorífica al 75è premi Weekly Shōnen Magazine Newcomer Manga Award pel seu manga d'un sol capítol Pool no Saboten.
El 2008, va publicar el seu segon manga d'un sol capítol Icon a Magazine Special.
Miyajima va començar a la revista Weekly Shōnen Magazine il·lustrant la sèrie curta Suzuki no Shiten el 2009. L'any següent, va il·lustrar la sèrie AKB49: Ren'ai Kinshi Jōrei, basada en el grup d'ídols japonès AKB48.
El 2017, Miyajima va iniciar la sèrie de manga Rent-A-Girlfriend, que ha tingut un bon rendiment al Japó. Des de llavors ha rebut una adaptació d'anime i un manga derivat. Miyajima havia treballat anteriorment com a assistent per a la sèrie de manga Ace of Diamond.
A més de la seva carrera com a mangaka, Miyajima també s'ha encarregat del guió de la sèrie d'anime 22/7. També va escriure la història original de la seva adaptació al manga, 22/7 +α, serialitzada a Sunday Webry.

## Obres

### Manga

#### Sèries regulars
- Suzuki no Shiten (鈴木の視点) (2009, escrit per Shigemitsu Harada; serialitzat a Weekly Shōnen Magazine)[5]
- AKB49: Ren'ai Kinshi Jōrei (AKB49〜恋愛禁止条例〜) (2010–2016, escrit per Motoazabu Factory; serialitzat a Weekly Shōnen Magazine)[5]
- ja (Mononote: Edo Shinobi Kagyō) (もののて～江戸忍稼業～) (2016–2017, serialitzat a Weekly Shōnen Magazine)[13]
- Rent-A-Girlfriend (彼女、お借りします, Kanojo, Okarishimasu) (2017–present, serialitzat a Weekly Shōnen Magazine)[6]
- 22/7 +α (2020, il·lustrat per Nao Kasai; serialitzat a Sunday Webry)[12]
- Rent-A-(Really Shy!)-Girlfriend (彼女、人見知ります, Kanojo, Hitomishirimasu) (2020–present, serialitzat a Magazine Pocket)[9]
- The Shiunji Family Children (紫雲寺家の子供たち, Shiunji-ke no Kodomo-tachi) (2022–present, serialitzat a Young Animal)[14]

#### Obres autoconclusives
- Pool no Saboten (プールの仙人掌) (2005)[3]
- Icon (アイコン) (2008, publicat a Magazine Special)[4]
- Kanojo, Tensei Shimasu (彼女、転生します) (2020, publicat a Weekly Shōnen Magazine)[15]

### Anime
- ja (22/7 Keisanchū) (22/7 計算中) (2018, esborranys d'història de personatges)[16]
- 22/7 (ナナブンノニジュウニ, Nanabun no Nijūni) (2020, composició de la sèrie)[11]

### Videojocs
- Hissatsu Shigotonin: Oshioki Collection (必殺仕事人～お仕置きコレクション～) (2013, il·lustracions)[17]
- 22/7: Ongaku no Jikan (22/7 音楽の時間) (2020, disseny de personatges ChouChou)

### Altres
- AKB48 Bijutsukan (AKB48美術館) (2011, il·lustració de Not Yet; publicat a Magazine Special)[18]